# Stefan Balicki (pisarz)
Stefan Balicki ps. „Raptus” (ur. 17 maja 1899 w Czukwi, zm. 29 marca 1943 w Poznaniu) – polski nauczyciel, pisarz powieści i nowel.

## Życiorys
Urodził się 17 maja w Czukwi koło Sambora w rodzinie nauczycieli Wiktora i Zofii z domu Arbesbauer. Ukończył I Państwowe Liceum i Gimnazjum im. Adama Mickiewicza w Samborze. Po I wojnie światowej zamieszkał w Poznaniu, gdzie ukończył filologię polską na Uniwersytecie Poznańskim. Był nauczycielem, uczestniczył w życiu literackim. Nauczyciel–polonista w poznańskim gimnazjum i liceum Adama Mickiewicza do września 1939 oraz kierownik Ogniska Metodycznego Języka Polskiego na województwo poznańskie i autor kilku komentarzy analitycznych do lektur szkolnych – powieści Prusa i Reymonta. Publikował od 1921 w prasie literackiej, głównie poznańskiej i warszawskiej recenzje i opowiadania. W roku 1926 był redaktorem pisma „Nowe Wici”, a później współtwórca i uczestnik różnych poznańskich kabaretów i szopek literackich oraz autor licznych audycji literackich i słuchowisk w poznańskiej rozgłośni radiowej. W 1927/28 należał do grupy literackiej „Loża”. W 1932/33 był jednym z twórców kabaretu „Klub Szyderców” i „Czwartków Literackich”.
Podczas okupacji hitlerowskiej i wkroczeniu Niemców do Poznania został aresztowany przez gestapo i osadzony w więzieniu. Po ciężkich torturach i długim przesłuchaniu odebrał sobie życie. Zmarł 29 marca 1943 w obozie zagłady Fort VII w Poznaniu.
Był żonaty z Marią Ułaszyn i miał syna Andrzeja. 

## Odznaczenia
- Srebrny Wawrzyn Akademicki (4 listopada 1937)[7]

## Twórczość
- 1930 – „Dziewiąta fala”[3][8]
- 1933 – „Chłopcy. Szkice z życia szkoły”[9]
- 1937 – „Ludzie na zakręcie”
- 1938 – „Czerw”
- 1939 – „Dom wróżki”